# A mesterlövész (film, 1976)
A mesterlövész (eredeti cím angolul: The Shootist) egy 1976-ban bemutatott amerikai westernfilm. A főszereplője John Wayne, akinek ez volt az utolsó filmes szerepe.

## Cselekmény
Az öregedő, súlyosan beteg revolverhős John Bernard Booksnak már csak pár hete van hátra. A kisváros azonban, ahova azért húzódott vissza, hogy békében meghalhasson, felbolydul, akár egy méhkas. Riválisai sérelmeikért most akarnak revánsot venni, és a haldokló mesterlövésznek tisztessége védelmében ki kell állnia ellenük...

## Szereplők
| Szereplő                               | Színész             | Magyar hang      |
| -------------------------------------- | ------------------- | ---------------- |
| John Bernard Books                     | John Wayne          | Kristóf Tibor    |
| Bond Rogers                            | Lauren Bacall       | Szerencsi Éva    |
| Gillom Rogers                          | Ron Howard          | Minárovits Péter |
| Dr. E.W. Hostetler                     | James Stewart       | Forgács Gábor    |
| Mike Sweeney                           | Richard Boone       | ?                |
| Jack Pulford                           | Hugh O'Brian        | ?                |
| Jay Cobb                               | Bill McKinney       | ?                |
| Walter Thibido seriff                  | Harry Morgan        | Koncz István     |
| Hezekiah Beckum temetkezési vállalkozó | John Carradine      | Kardos Gábor     |
| Serepta                                | Sheree North        | Molnár Zsuzsa    |
| Dan Dobkins                            | Rick Lenz           | ?                |
| Moses Brown                            | Scatman Crothers    | Pálfai Péter     |
| Nagydarab férfi                        | Gregg Palmer        | ?                |
| Dearden, borbély                       | Alfred Dennis       | Kajtár Róbert    |
| Villamosvezető                         | Dick Winslow        | ?                |
| Lány a villamoson                      | Melody Thomas Scott | ?                |
| Iskolai tanárnő                        | Kathleen O'Malley   | ?                |

## Díjak és jelölések
Writers Guild-díj
- jelölés: a legjobb adaptált forgatókönyv – Scott Hale és Miles Hood Swarthout

Oscar-díj
- jelölés: a legjobb látványtervezés – Robert F. Boyle és Arthur Jeph Parker[3]

Golden Globe-díj
- jelölés: a legjobb férfi mellékszereplő – Ron Howard

BAFTA-díj
- jelölés: a legjobb színésznő – Lauren Bacall